# Ash Mountain (Kanada)
Der Ash Mountain ist der höchste Gipfel in der Tuya Range als Teil der Stikine Range, welche wiederum Teil der Cassiar Mountains ist, im Norden der kanadischen Provinz British Columbia. Der Berg liegt im Peace River Regional District, unmittelbar nördlich des High Tuya Lake am nördlichen Ende des Tuya Mountains Park. Er ist einer der sechs Tafelvulkane (auch Tuyas genannt), die sich in der Nähe des Tuya Lake befinden. Die Basis des Vulkans besteht aus Kissenlava und Hyaloklastit, was darauf hindeutet, dass sich der Vulkan unter dem Eis oder unter einem großen See gebildet hat. Der Vulkan besteht aus losem Geröll sowie aus Basaltsteinen. Zu den anderen Tafelvulkanen in der Gegend gehören Tuya Butte, South Tuya und Mathews Tuya. Die meisten der Tafelvulkane sind jedoch unbenannt.